# Anderson Cooper 360°
Anderson Cooper 360° (comúnmente abreviado AC-360°) es un programa de televisión de noticias en CNN, conducido por el periodista estadounidense Anderson Cooper. También se emite en simultáneo para todo el mundo por CNN Internacional.

## Características
Se emite en vivo desde los estudios de Time Warner Center de CNN en Nueva York o en la ubicación en un evento de noticias de última hora, que se transmite a las 8:00 p. m. (tiempo del este). El programa abarca una serie de historias del día, generalmente a través de informes en vivo o grabados por los corresponsales de la red. La cobertura también puede incluir el análisis de expertos en los temas, comúnmente aparecen en o después de los informes grabados. Cuenta también con participaciones de corresponsales y colaboradores de la cadena
A lo largo de su historia ha cubierto desastres naturales como el huracán Katrina, el terremoto de Haití de 2010, el tifón Haiyan, entre otros. Comenzó sus transmisiones el 8 de septiembre de 2003 y desde entonces ha tenido cambios en horarios y duración. En 2007, comenzó a transmitir en alta definición.
El programa cuenta con varios segmentos que cubren diversos temas y un sitio web, donde durante los cortes comerciales (cuando el programa sale ai aire) se realiza un "blogging en vivo".

## Premios
El programa ha sido nominado varias veces en los premios GLAAD Media Awards y los premios Emmy, ganado en algunas ocasiones en 2006 y 2011.